# South of Market

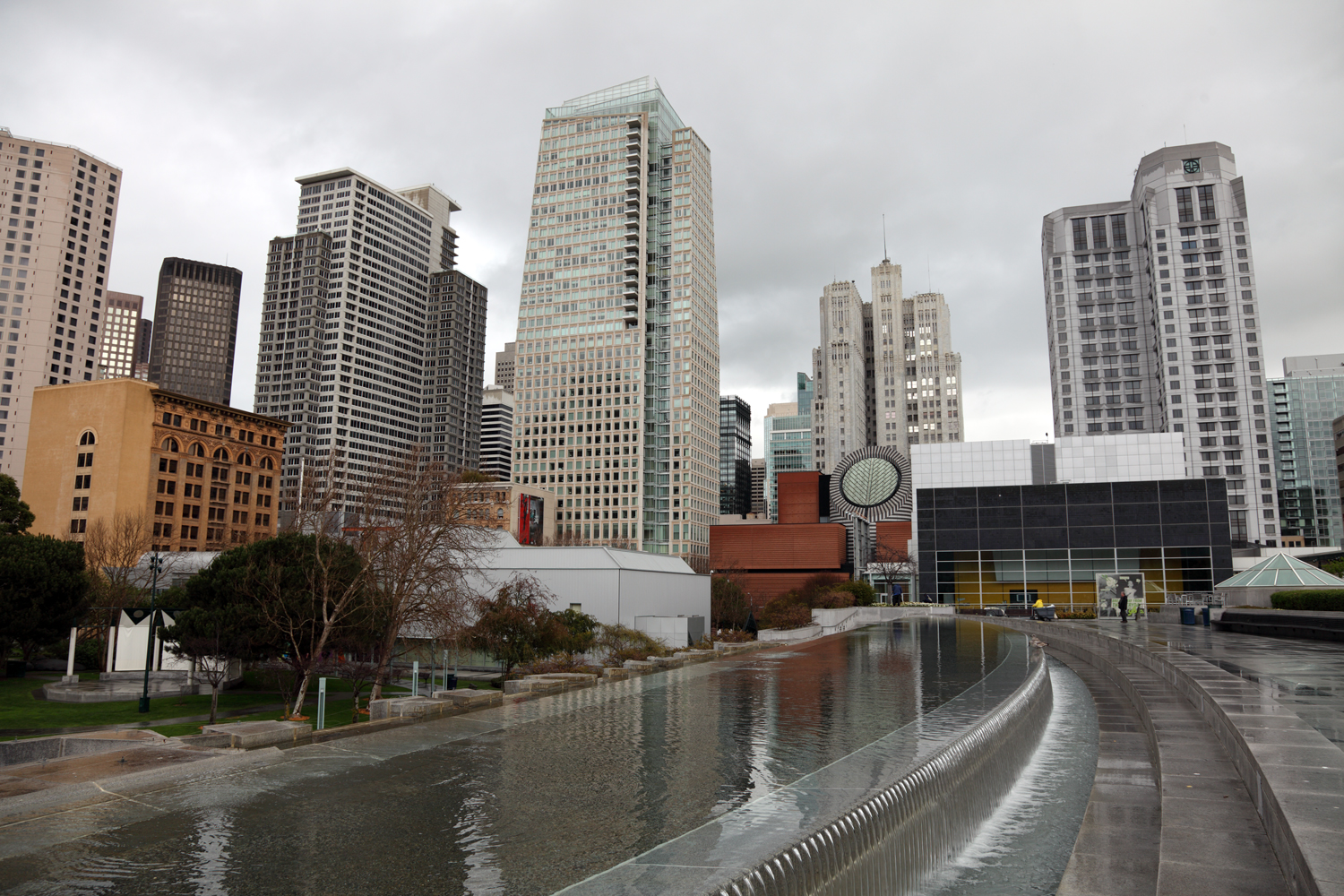
Prédios no bairro South of Market

SoMa, abreviação de South of Market, é um bairro de São Francisco, na Califórnia, Estados Unidos, localizado ao sul da Market Street [en]. O bairro abrange vários sub-bairros, como South Beach, Yerba Buena e Rincon Hill. SoMa é famoso por seus museus, pelas sedes de importantes empresas de tecnologia e pelo Moscone Conference Center.
SoMa é um bairro que oferece uma variedade de opções de moradia, trabalho, compras, gastronomia, lazer e cultura. O bairro se destaca pela sua cena alternativa, especialmente na região da Folsom Street, onde acontece a Folsom Street Fair, uma festa anual que celebra a cultura LGBTQ e do couro. Outros pontos turísticos de SoMa são o Museu de Arte Moderna de São Francisco (SFMOMA), os jardins de Yerba Buena, o Oracle Park (estádio do time de beisebol San Francisco Giants) e o Metreon (um complexo de entretenimento que conta com um cinema IMAX).

## Nome e localização
O bairro de SoMa tem um nome e limites que variam conforme a fonte consultada. Antes da construção da Central Freeway na década de 1950, a 9th Street era o limite oficial entre SoMa e o distrito da Missão [en]. Depois disso, o limite passou a ser a 10th Street, a 11th Street ou a própria Central Freeway. Além disso, há dúvidas se o bairro Mission Bay [en] faz parte ou não de SoMa. Algumas entidades de planejamento urbano, assistência social e mobilização comunitária não consideram as áreas mais ricas entre a costa e a 3rd Street como parte de SoMa.[carece de fontes?]
SoMa pode se referir tanto a uma grande área da cidade quanto a um pequeno bairro. Muitos moradores de São Francisco usam o nome completo do bairro, South of Market, mas há uma tendência de abreviá-lo para SOMA ou SoMa, possivelmente inspirado em SoHo (South of Houston) em Nova Iorque, e por sua vez em Soho em Londres.